# Cayos Cinco Balas
Cayos Cinco Balas är öar i Kuba.   De ligger i provinsen Provincia de Ciego de Ávila, i den centrala delen av landet, 400 km sydost om huvudstaden Havanna.